# Kanał Brytyjski
Kanał Brytyjski (ros. Британский канал, Britanskij kanał) – cieśnina Oceanu Arktycznego położona w zachodniej części Ziemi Franciszka Józefa, oddzielająca Ziemię Jerzego i Ziemię Aleksandry od centralnej części archipelagu. Ma około 40 mil (64 km) długości, 17 mil (27 km) szerokości (w najwęższym miejscu) oraz od 30 do 245 sążni głębokości. 